# 趙良弼
趙 良弼（ちょう りょうひつ、1217年 - 1286年）は、元の女真人官僚・政治家。字は輔之。

## 概要
父は趙愨、母は女真人名門出身の蒲察氏で、その次男。本姓は朮要甲で、その一族は金に仕え、山本光朗によれば現代の極東ロシア沿海地方ウスリースク近辺に居住していたと考察されている。曾祖父の趙祚は金の鎮国大将軍で、1142年からの猛安・謀克の華北への集団移住の前後に、趙州賛皇県に移住した。漢人住民に「朮要甲（Joogiya）」を似た発音の「趙家（Zhao jia）」と聞き間違えられたことから、趙姓を名乗るようになったとされる。
金の対モンゴル抵抗戦では、1226年から1232年の間に趙良弼の父の趙愨・兄の趙良貴・甥の趙讜・従兄の趙良材の4人が戦死し、戦火を避けて母と共に放浪した。金の滅亡後、13世紀のモンゴル帝国で唯一行われた1238年の選考（戊戌選試）に及第し、趙州教授となる。1251年にはクビライの幕下へ推挙された。邢州安撫司の幕長として業績を挙げ、雲南・大理遠征の頃には戸数が倍増したという。
クビライの一時的失脚の時期には、廉希憲と商挺の下で陝西宣撫司の参議となる。1260年、クビライに即位を勧め、再び陝西四川宣撫司の参議となる。クンドゥカイの反乱では、汪惟正・劉黒馬と協議の上で関係者を処刑した。廉希憲と商挺はクビライの許可もなく処断したことを恐れ、謝罪の使者を出したが、趙良弼は使者に「全ての責任は自分にある」との書状を渡し、クビライはこの件での追及はしなかった。廉希憲と商挺が謀反を企んだと虚偽の告訴を受けた時には、その証人として告発者から指名されたが、激怒して恫喝するクビライに対してあくまでも2人の忠節を訴え疑念を晴らし、告発者は処刑された。
1270年に高麗に置かれた屯田経略使となり、日本への服属を命じる使節が失敗していることに対して、自らが使節となることをクビライに請い、それにあたり秘書監に任命された。この時、戦死した父兄4人の記念碑を建てることを願って許可されている。1271年には日本へ5度目の使節として大宰府へ来訪。4カ月ほど滞在の後、大宰府からの使節とともに帰国した。
1272年、使節として再び日本に来訪し、1年ほど滞在の後帰国した。クビライへ日本の国情を詳細に報告し、更に「臣は日本に居ること一年有余、日本の民俗を見たところ、荒々しく獰猛にして殺を嗜み、父子の親（孝行）、上下の礼を知りません。その地は山水が多く、田畑を耕すのに利がありません。その人（日本人）を得ても役さず、その地を得ても富を加えません。まして舟師（軍船）が海を渡るには、海風に定期性がなく、禍害を測ることもできません。これでは有用の民力をもって、無窮の巨壑（底の知れない深い谷）を埋めるようなものです。臣が思うに（日本を）討つことなきが良いでしょう」と日本侵攻に反対した。
1274年に僉枢密院事となる。バヤンの南宋攻略に際して助言をし、その通りに戦況が進んだ。宋滅亡後の江南人の人材育成と採用も進言している。
1282年に病で懐孟路に隠居し、1286年に死去した。死後に推忠翊運功臣・太保・儀同三司・韓国公を追贈され、文正と諡された。
子の趙訓は、陝西行省平章政事に至った。

## 伝記資料
- 『元史』巻159 列伝第46趙良弼伝
- 『新元史』巻158 列伝第55趙良弼伝
- 『国朝名臣事略』巻11枢密趙文正公